# Marcus Bettinelli
Marcus Bettinelli (Camberwell, 24 maggio 1992) è un calciatore inglese, portiere del Manchester City.

## Biografia
Bettinelli è di origini italiane da parte di padre.

## Carriera

### Nazionale
Nel 2015 ha giocato una partita con la nazionale inglese Under-21.
Nel settembre del 2018 viene convocato per la prima volta dalla nazionale maggiore inglese, senza però scendere in campo.

## Statistiche

### Presenze e reti nei club
Statistiche aggiornate al 1º luglio 2022.
| Stagione        | Squadra            | Campionato      | Campionato | Campionato | Coppe nazionali | Coppe nazionali | Coppe nazionali | Coppe continentali | Coppe continentali | Coppe continentali | Altre coppe | Altre coppe | Altre coppe | Totale | Totale |
| Stagione        | Squadra            | Comp            | Pres       | Reti       | Comp            | Pres            | Reti            | Comp               | Pres               | Reti               | Comp        | Pres        | Reti        | Pres   | Reti   |
| --------------- | ------------------ | --------------- | ---------- | ---------- | --------------- | --------------- | --------------- | ------------------ | ------------------ | ------------------ | ----------- | ----------- | ----------- | ------ | ------ |
| 2012-2013       | Darford            | FC              | 35         | -52        | FACup           | 0               | 0               | -                  | -                  | -                  | FLT         | 7           | -8          | 42     | -60    |
| 2013-2014       | Accrington Stanley | FL2             | 39         | -41        | FACup+CdL       | 1+1             | -1 + -2         | -                  | -                  | -                  | FLT         | 0           | 0           | 41     | -44    |
| 2014-2015       | Fulham             | FLC             | 39         | -62        | FACup+CdL       | 4+2             | -6 + -1         | -                  | -                  | -                  | -           | -           | -           | 45     | -69    |
| 2015-2016       | Fulham             | FLC             | 11         | -19        | FACup+CdL       | 0+1             | 0               | -                  | -                  | -                  | -           | -           | -           | 12     | -19    |
| 2016-2017       | Fulham             | FLC             | 6+2        | -6 + -2    | FACup+CdL       | 3+0             | -5              | -                  | -                  | -                  | -           | -           | -           | 11     | -13    |
| 2017-2018       | Fulham             | FLC             | 26+3       | -19 + -1   | FACup+CdL       | 0+1             | -1              | -                  | -                  | -                  | -           | -           | -           | 30     | -21    |
| 2018-2019       | Fulham             | PL              | 7          | -20        | FACup+CdL       | 1+0             | -2              | -                  | -                  | -                  | -           | -           | -           | 8      | -22    |
| 2019-2020       | Fulham             | FLC             | 14         | -15        | FACup+CdL       | 0+0             | 0               | -                  | -                  | -                  | -           | -           | -           | 14     | -15    |
| Totale Fulham   | Totale Fulham      | Totale Fulham   | 103+5      | -141 + -3  |                 | 12              | -15             |                    | -                  | -                  |             | -           | -           | 120    | -159   |
| 2020-2021       | Middlesbrough      | FLC             | 41         | -45        | FACup+CdL       | 0+1             | -2              | -                  | -                  | -                  | -           | -           | -           | 42     | -47    |
| 2021-2022       | Chelsea            | PL              | 0          | 0          | FACup+CdL       | 1+0             | -1              | UCL                | 0                  | 0                  | SU+Cmc      | 0+0         | 0           | 1      | -1     |
| 2022-2023       | Chelsea            | PL              | 0          | 0          | FACup+CdL       | 0               | 0               | UCL                | 0                  | 0                  | -           | -           | -           | 0      | 0      |
| Totale Chelsea  | Totale Chelsea     | Totale Chelsea  | 0          | 0          |                 | 1               | -1              |                    | 0                  | 0                  |             | 0           | 0           | 1      | -1     |
| Totale carriera | Totale carriera    | Totale carriera | 223        | -282       |                 | 21              | -29             |                    | 0                  | 0                  |             | 7           | -8          | 253    | -319   |

## Palmarès

### Competizioni internazionali
- Supercoppa UEFA: 1

Chelsea: 2021
- Coppa del mondo per club: 1

Chelsea: 2021
- UEFA Conference League: 1

Chelsea: 2024-2025